# 常福寺 (白岡市)

井沢弥惣兵衛像

常福寺（じょうふくじ）は、埼玉県白岡市にある曹洞宗の寺院。

## 歴史
1707年（宝永4年）に開山された。ただし創建者は不明である。当初は天台宗の寺院であった。
享保年間（1716年 - 1736年）、江戸幕府第8代将軍徳川吉宗は新田開発のために、農業用水路として見沼代用水の開削を計画、吉宗は自らの将軍就任とともに幕臣に転籍した元紀州藩士の井沢弥惣兵衛に開削を命じた。当寺は見沼代用水の水路予定地にあったため、廃寺になるところであったが、弥惣兵衛は水路のそばに移転させ、吉宗から寄進された不動明王像を安置し、工事の安全を祈願した。墓地には弥惣兵衛の墓もある。
明治時代初期、現在の久喜市にある不動寺第7世住職の常光によって中興された。不動寺や常光の所属は曹洞宗であり、当寺も曹洞宗に転宗した。

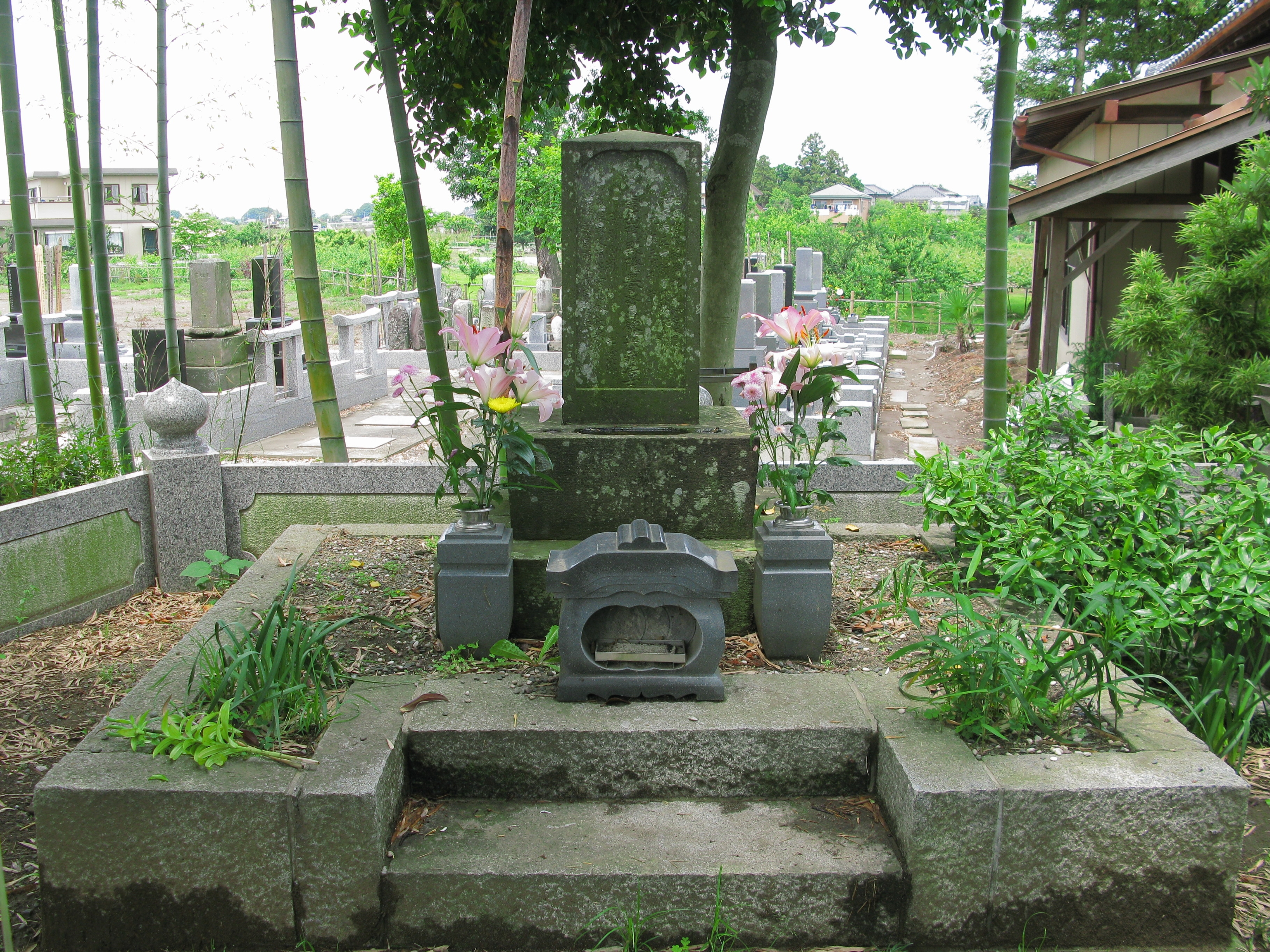
井沢弥惣兵衛の墓

## 交通アクセス
- 路線バス上平野停留所より徒歩18分。